# Vöröshomlokú bozóttimália
A vöröshomlokú bozóttimália (Cyanoderma rufifrons) a madarak osztályának verébalakúak (Passeriformes) rendjébe és a timáliafélék (Timaliidae) családjába tartozó faj.

## Rendszerezése
A fajt Allan Octavian Hume brit zoológus írta le 1873-ban, a Stachyris nembe Stachyris rufifrons néven. Besorolása vitatott, egyes szervezetek a Stachyridopsis nembe sorolják Stachyridopsis rufifrons néven.

## Alfajai
- Cyanoderma rufifrons obscura E. C. S. Baker, 1917
- Cyanoderma rufifrons pallescens Ticehurst, 1932
- Cyanoderma rufifrons poliogaster (Hume, 1880)
- Cyanoderma rufifrons rufifrons (Hume, 1873)
- Cyanoderma rufifrons sarawacensis (Chasen, 1939)

## Előfordulása
Dél- és Délkelet-Ázsiában, Banglades, Bhután, India, Indonézia, Kína, Laosz, Malajzia, Mianmar, Thaiföld és Vietnám területén honos. 
Természetes élőhelyei a mérsékelt övi erdők, szubtrópusi vagy trópusi síkvidéki esőerdők, füves puszták és cserjések, valamint ültetvények és másodlagos erdők. Állandó, nem vonuló faj.

## Megjelenése
Testhossza 12 centiméter, testtömege 9-12 gramm.

## Természetvédelmi helyzete
Az elterjedési területe rendkívül nagy, egyedszáma pedig stabil. A Természetvédelmi Világszövetség Vörös listáján nem fenyegetett fajként szerepel.